# Acanthomacrostomum spiculiferum
Acanthomacrostomum spiculiferum is een platworm (Platyhelminthes). De worm is tweeslachtig. De soort leeft in het zoute water.
Het geslacht Acanthomacrostomum, waarin de soort wordt geplaatst, wordt tot de familie Dolichomacrostomidae gerekend. De wetenschappelijke naam van de soort werd voor het eerst geldig gepubliceerd in 1959 door Papi & Swedmark.